# Hipólito Abreu
Pour les articles homonymes, voir Abreu.
Hipólito Abreu est un ingénieur et homme politique vénézuélien, né le 12 juillet 1969 dans la municipalité de José Ángel Lamas (État d'Aragua). Ministre vénézuélien du Transport de 2018 à 2022, il est l'actuel ministre des Industries et de la Production nationale depuis le 16 mai 2022.

## Carrière politique
En 2015, il se présente aux élections législatives pour l'État d'Aragua, auxquelles il est battu.
D'août 2017 à juin 2018, il est président de l'institut national des chemins de fer de l'État (Instituto Nacional de Ferrocarriles del Estado ou IFE, en espagnol).
Il est nommé ministre vénézuélien du Transport par le président Nicolas Maduro le 14 juin 2018.

## Engagements
Il est secrétaire de l'organisation nationale du mouvement Tupamaro, de tendance communiste, formant l'une des composantes du Grand Pôle patriotique Simón Bolívar, coalition de gauche soutenant la révolution bolivarienne au Venezuela, et soutien du président candidat Hugo Chávez à l'élection présidentielle vénézuélienne de 2012, lequel est réélu. L'encyclopédie hispanophone en ligne Poderopedia souligne la présentation qu'il fait de lui-même sur son compte Twitter où il se définit comme « vénézuélien, anti-impérialiste, communiste, fier d'être Tupamaro ».